# Taiki Hirato
Taiki Hirato (平戸 太貴 Hirato Taiki?), född 18 april 1997 i Ibaraki prefektur, är en japansk fotbollsspelare.
Hirato började sin karriär 2016 i Kashima Antlers. 2017 blev han utlånad till FC Machida Zelvia. Han spelade 66 ligamatcher för klubben. Han gick tillbaka till Kashima Antlers 2019. 2019 flyttade han till FC Machida Zelvia.